# DTM 2005
DTM-säsongen 2005 kördes över 11 omgångar, med Spa-Francorchamps och Istanbul som nya banor. Mästare blev Gary Paffett för Mercedes och tvåa  Mattias Ekström för Audi. Serien direktsändes i SVT för första gången, men avtalet förnyades inte för 2006 års säsong. 

## Delsegrare
| Datum        | Bana              | Vinnare         | Märke    |
| ------------ | ----------------- | --------------- | -------- |
| 17 april     | Hockenheim        | Jean Alesi      | Mercedes |
| 5 maj        | Lausitzring       | Gary Paffett    | Mercedes |
| 15 maj       | Spa-Francorchamps | Mika Häkkinen   | Mercedes |
| 6 juni       | Brno              | Mattias Ekström | Audi     |
| 26 juni      | Oschersleben      | Gary Paffett    | Mercedes |
| 17 juli      | Norisring         | Gary Paffett    | Mercedes |
| 8 augusti    | Nürburgring       | Mattias Ekström | Audi     |
| 28 augusti   | Zandvoort         | Gary Paffett    | Mercedes |
| 18 september | Lausitzring       | Mattias Ekström | Audi     |
| 10 oktober   | Istanbul          | Gary Paffett    | Mercedes |
| 23 oktober   | Hockenheim        | Bernd Schneider | Mercedes |

## Slutställning
| Plats | Förare                | Märke    | Poäng |
| ----- | --------------------- | -------- | ----- |
| 1     | Gary Paffett          | Mercedes | 84    |
| 2     | Mattias Ekström       | Audi     | 71    |
| 3     | Tom Kristensen        | Audi     | 56    |
| 4     | Bernd Schneider       | Mercedes | 32    |
| 5     | Mika Häkkinen         | Mercedes | 30    |
| 6     | Jamie Green           | Mercedes | 29    |
| 7     | Jean Alesi            | Mercedes | 22    |
| 8     | Heinz-Harald Frentzen | Opel     | 17    |
| 9     | Christian Abt         | Audi     | 16    |
| 10    | Allan McNish          | Audi     | 13    |
| 11    | Laurent Aïello        | Opel     | 12    |
| 12    | Marcel Fässler        | Opel     | 12    |
| 13    | Martin Tomczyk        | Audi     | 10    |
| 14    | Frank Stippler        | Audi     | 8     |
| 15    | Pierre Kaffer         | Audi     | 5     |
| 16    | Bruno Spengler        | Mercedes | 5     |
| 17    | Manuel Reuter         | Opel     | 4     |
| 18    | Stefan Mücke          | Mercedes | 3     |